# Carles Benavent

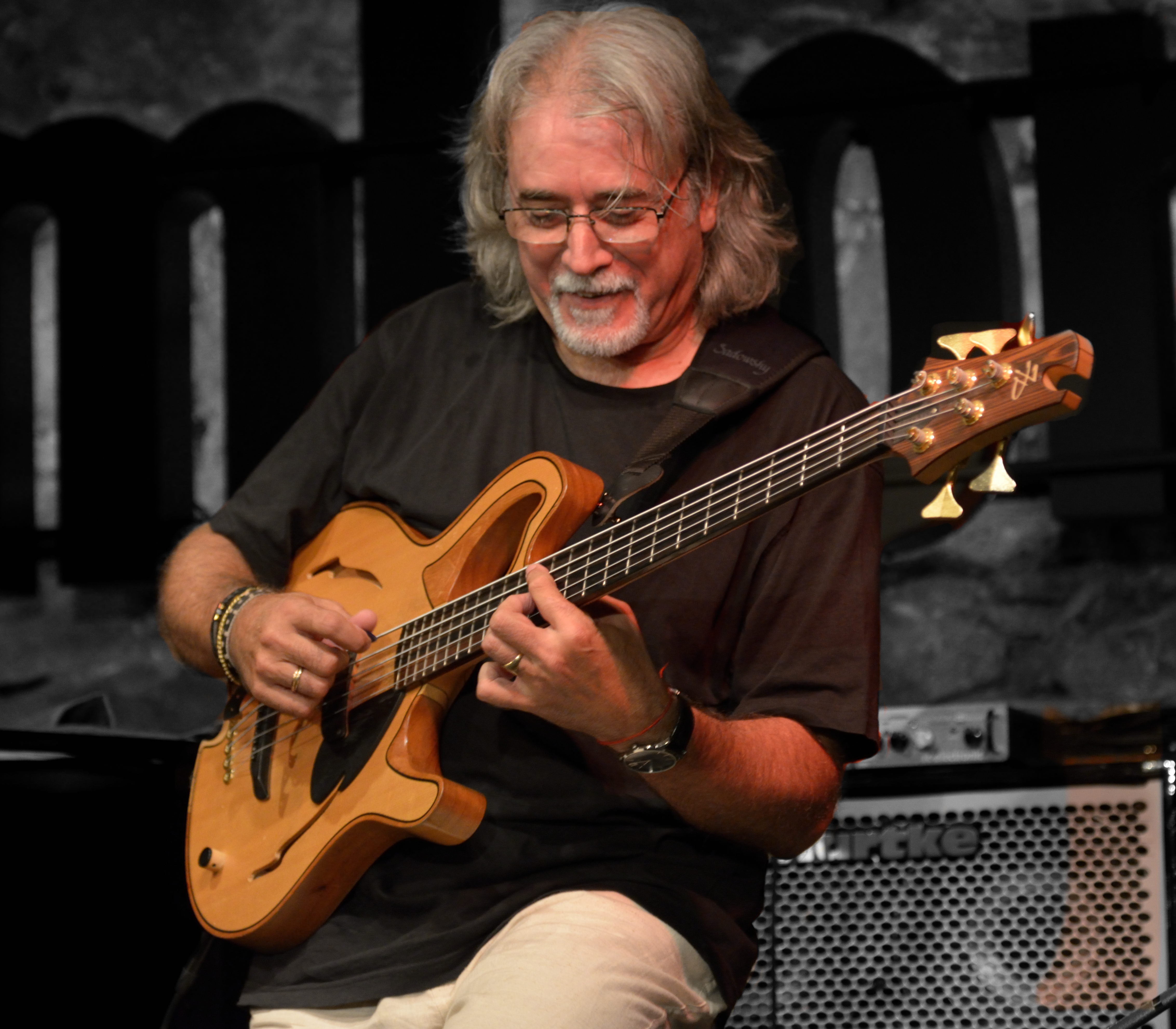
Carles Benavent (2014)

Carles Benavent (* 1. März 1954 in Barcelona) ist ein spanischer Bassgitarrist des Fusion Jazz, der auch Gruppen des Flamenco Nuevo geprägt hat.

## Leben und Wirken
Benavent gründete im Alter von dreizehn Jahren mit Salvador Font und Emili Baleriola die Jazz- und Rockband Crack, aus der zwei Jahre später die Rockgruppe Maquina! entstand. 1975 gehörte er neben Joan Albert Amargós, Salvador Font, Jaume Cortadellas, Jordi Bonell und Matthew Simon zu den Gründern der Gruppe Música Urbana.
Nach kurzer Zusammenarbeit mit dem Max Sunyer Trio (mit Salvador Niebla) wurde er 1980 Mitglied der Paco de Lucía Band (mit Jorge Pardo, Rubem Dantas, Ramón de Algeciras u. a.), einem Sextett, dem er bis 2001 angehörte. 1981 spielte er verschiedene Flamencoaufnahmen ein, vor allem mit Camarón de la Isla und Paco de Lucía. Im Folgejahr nahm er an zwei Welttourneen von Chick Corea teil und nahm zwei Alben mit ihm auf.
1983 erschien sein erstes Album als Bandleader unter dem Titel Carles Benavent. Beim Jazzfestival von Grenoble trat er mit Jorge Pardo auf und gewann den Spezialpreis der Jury. 1987 bis 1988 tourte er mit Didier Lockwood und Bernard Lubat und deren Bands durch Frankreich. 
Im Schweizer Fernsehen gab Benavent 1990 ein Konzert mit Jorge Pardo, Gil Goldstein, Don Alias und Alex Acuña, aus dem in New York das Album Zebra Coast entstand. Im Folgejahr spielte er beim Montreux Jazz Festival mit Miles Davis in einem Orchester unter Leitung von Quincy Jones Kompositionen von Gil Evans.
1996 trat er beim Getxo Jazz Festival mit seiner Band an, der Jorge Pardo, Joan Albert Amargós, Rubem Dantas, Tino di Geraldo, Gil Goldstein und als Gast Othello Molineaux angehörten. Mit Tino di Geraldo und Jorge Pardo gründete er 1998 das Trio Benavent-Di Geraldo-Pardo, dessen erstes Album El Concierto de Sevilla 1999 aufgenommen wurde; ebenso wie auf dem späteren Album Sin precedentes zeigte das Trio hier seine exponierte Stellung im Flamenco Jazz. 2000 nahm er an der England-Tournee zu Don Alias’ 60. Geburtstag mit Alias, Alex Acuña, Giovanni Hidalgo, Steve Barrios, Michael und Randy Brecker und Gil Goldstein teil. 
2003 gründete er ein neues Trio mit Jordi Bonell und Roger Blàvia, das beim Vitoria Jazz Festival mit Jorge Pardo, Tino di Geraldo, Gil Goldstein und Pat Metheny auftrat. 2004 tourte er erneut mit Chick Corea und wirkte 2005 an dessen Album The Ultimate Adventure mit. Stéphane Galland holte ihn 2012 in seine Band Lobi.

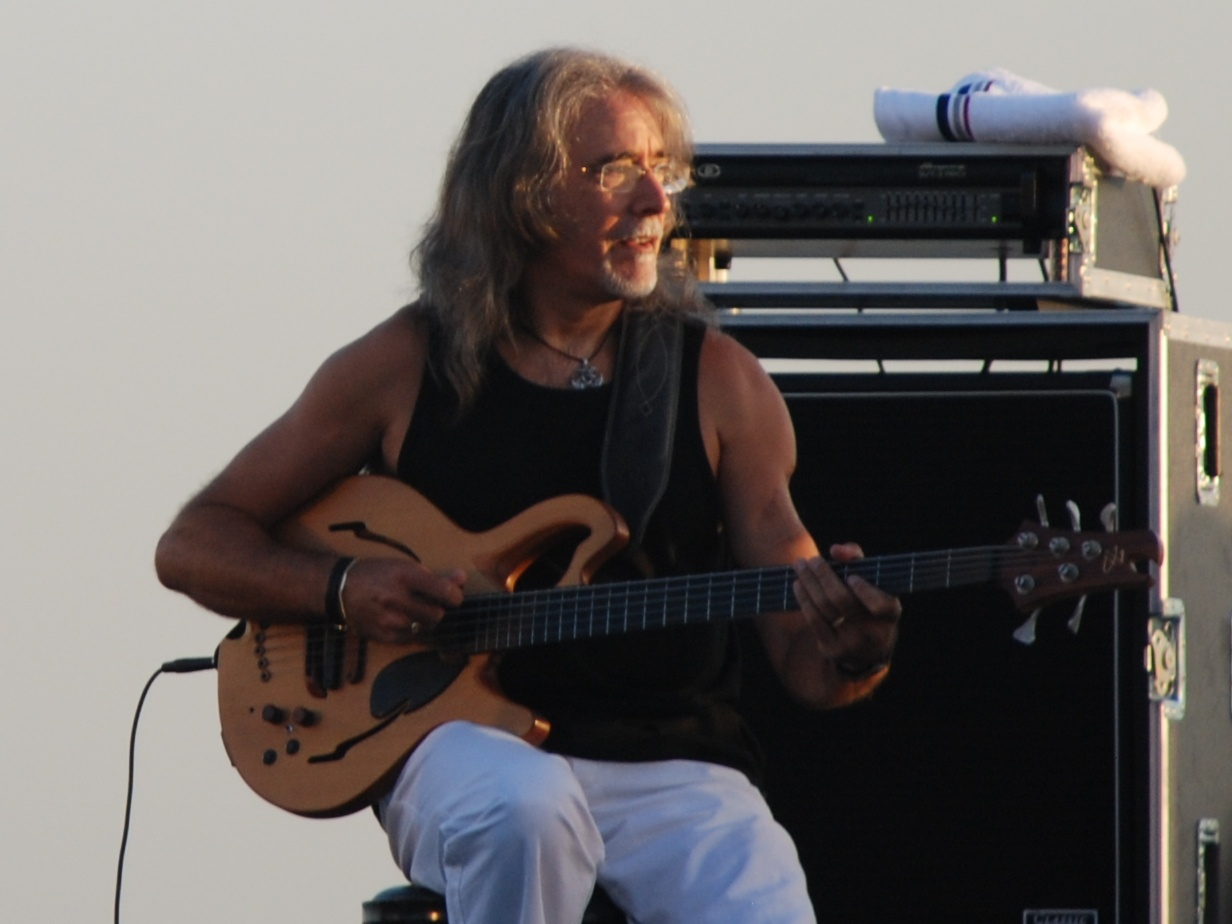
Carles Benavent (2007)

## Diskographie
- Carles Benavent, 1983
- Joan Albert Amargós, Carles Benavent Dos de Copas, 1985
- Joan Albert Amargós, Carles Benavent, Didier Lockwood Colors, 1989
- Gil Goldstein Zebra Coast, 1990
- Miles Davis & Quincy Jones: Miles & Quincy Live at Montreux, 1991
- Jazzpañna (mit der WDR-Bigband unter Leitung von Arif Mardin und Vince Mendoza), 1992
- Aguita que corre, 1994
- Fénix, 1996
- Benavent-Di Geraldo-Pardo: El Concierto de Sevilla, 1999
- Aigua, 2002
- Recopilatorio, 2002
- Sin Precedentes, 2004
- Carles Benavent / Josemi Carmona Sumando, 2006
- Quartet, 2009
- Un, Dos, Tres …, 2011